# Aeranthes campbelliae
Aeranthes campbelliae är en orkidéart som beskrevs av Johan Hermans och Jean Marie Bosser. Aeranthes campbelliae ingår i släktet Aeranthes och familjen orkidéer.
Artens utbredningsområde är Komorerna. Inga underarter finns listade i Catalogue of Life.